# Мерцалов Микола Іванович
Микола Іванович Мерцалов (нар. 2 березня [18] лютого 1866, Тула — пом. 13 листопада 1948, Москва) — російський і радянський вчений-механик. Заслужений діяч науки і техніки РРФСР (1944).

## Біографія
Микола Мерцалов народився 1866 року в родині начальника 1-го відділення Тульської казенної палати. Його батько, потомствений дворянин Іван Михайлович, був широко освіченою людиною; він любив художню літературу і особисто знав Івана Тургенєва і Михайла Салтикова-Щедріна. Мати, Олександра Павлівна, походила з сім'ї потомствених тульських зброярів. Жили на Гоголівській вулиці.
У  Тульській гімназії він навчався разом з  Вікентієм Вересаєвим, який згадував про Мерцалова як про «зірку нашого класу», як про людину, яка з ранніх років виявила видатні здібності і не був задоволений казенною системою гімназійної освіти.

Він ніколи не бігав, не грав. На перервах, коли ми билися на «сшибалці» або бігали наввипередки, він статечно походжав з ким-небудь вздовж паркану і «розмовляв». Товариші ставилися до нього з мимовільним повагою, сильніші не сміли його задирати. Прізвище йому було — Сократ… 

Коли я був в шостому класі, три моїх товариші, Мерцалов, Буткевич і Новиков, попалися у важкій справі: роздавали революційні прокламації робітникам Тульського збройового заводу…
— В. Вересаев. Воспоминания (в юные годы).
Тільки внаслідок лібералізму нового директора гімназії Миколи Куликова гімназисти не були виключені, хоча раз на тиждень після цього повинні були ходити на спасенні співбесіди з законовчителем гімназії, протоієреєм Івановим.
В 1884 році Микола Мерцалов закінчив гімназію і вступив на математичне відділення фізико-математичного факультету Московського університету. Після закінчення університету в 1888 році він кілька років працював на машинобудівних заводах в Німеччині, разом з тим відвідував лекції в Дрезденському вищому технічному училищі. Після повернення в 1892 році до Російської імперії склав магістерські іспити і в 1894 році, закінчивши Імператорське Московське технічне училище, отримав звання інженера-механіка. З 1895 року став викладати в Московському технічному училищі; з 1899 року за рекомендацією Миколи Жуковського він був обраний ад'юнкт-професором училища на кафедрі прикладної механіки і термодинаміки; з 1913 по 1930 роки — ординарний професор.
Також з 1898 року він — приват-доцент Московського університету. М. І. Мерцалов викладав також (спочатку в 1896—1897 роках, потім з 1917 року) у Московському сільськогосподарському інституті; з 1920 року — професор: читав курси з теорії механізмів і машин, кінематики просторових механізмів. Учні Мерцалова — Володимир Добровольський, Леонід Смирнов, Микола Лучинський — свідчили, що його лекції відрізнялися оригінальністю викладу, ясністю пропонованих методів, широтою охоплення питань.

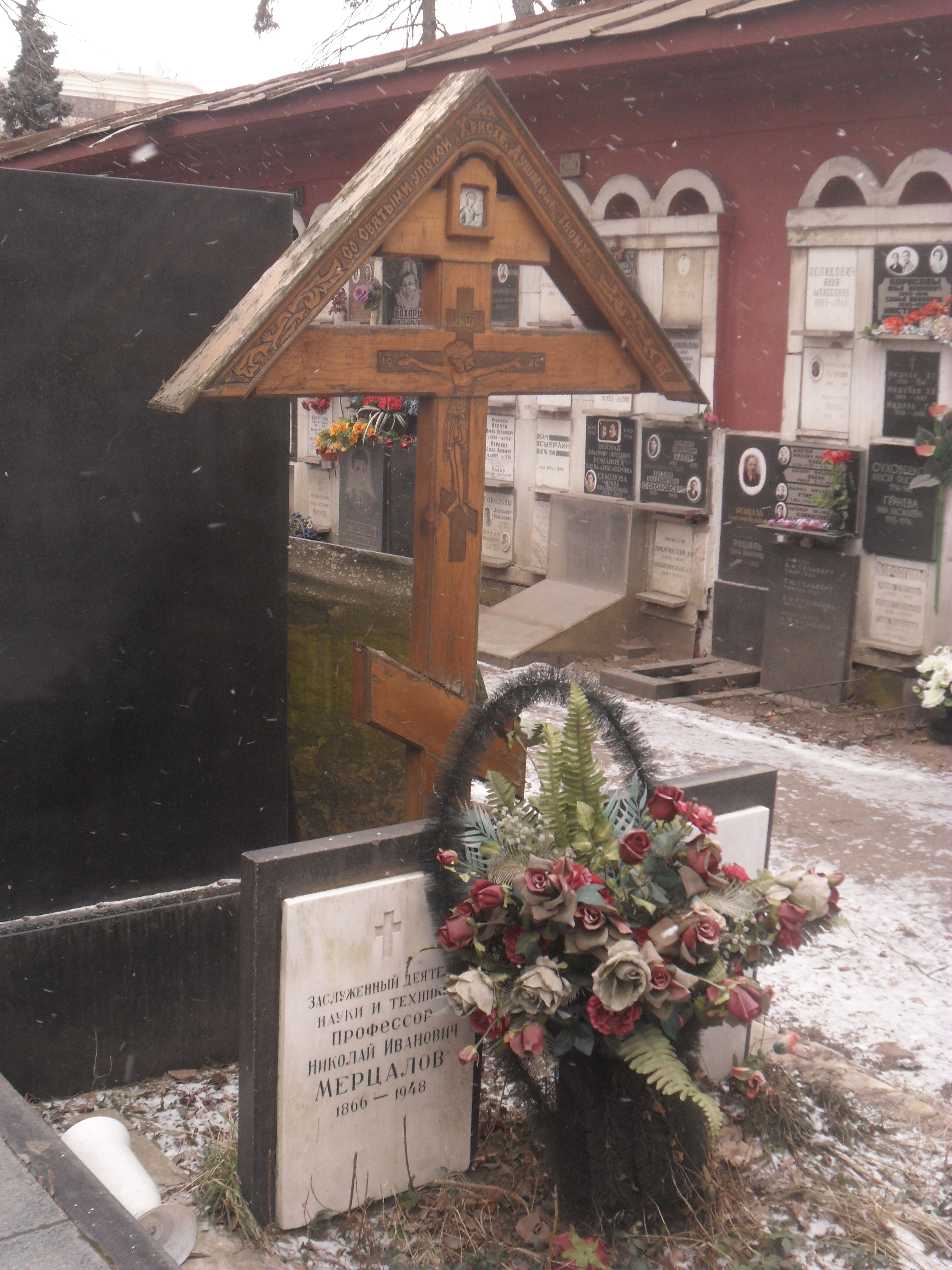
Могила Мерцалова на Новодівичому кладовищі Москви.

Курс лекцій Мерцалова «Динаміка механізмів», що вийшов у 1914 році, був, по суті, науково-дослідною роботою, де вперше у світовій науці узагальнювались оригінальні методи динамічного аналізу машин і механізмів. В його курсі «Кінематика механізмів» (1916) були викладені основи кінематичної геометрії та їх застосування до задач дослідження механізмів.
У 1930 році інженерний факультет сільськогосподарської академії, де він викладав, був переведений до Московського інституту механізації та електрифікації сільського господарства, де Мерцалов очолив кафедру теоретичної та прикладної механіки.
У 1931—1932 рр. Мерцалов написав статтю «Термодинаміка», яка стала узагальненням його багаторічної роботи. У ній він довів, що теорема Нернста є простим наслідком двох перших принципів. Вперше ним було доведено важлива властивість простих тіл: по мірі наближення абсолютної температури до нуля, теплоємності тіл теж прагнуть до нуля. В період роботи над цією статтею він вказував, що Михайло Ломоносов перший заклав наукову основу термодинаміки.
Микола Мерцалов вніс багато нового й оригінального у розробку теорії просторових механізмів («Просторова семизвенная шарнірна ланцюг», 1936; «Побудова послідовних положень ланок просторового семиланковий шарнірний механізм (семиланкка)» (рос. «семизвенника»), 1940 р. та ін), в проектування просторових зубчастих передач за developable на поверхнях, що розгортаються та нерозгортаються у розробку проблем гідродинамічної теорії мастила, у розвиток загальної теорії сільськогосподарських машин, вирішив деякі приватні випадки задачі про гіроскопи («Задача про рух твердого тіла, яке має нерухому точку», 1946 р.).
В 1941—1943 рр. Микола Мерцалов був в евакуації в Челябінську. У 1944 році він отримав звання «Заслуженого діяча науки і техніки» і був нагороджений орденом Леніна.

## Нагороди
- орден Леніна
- орден Трудового Червоного Прапора (31.07.1946)

## Родина
Дружина — Агрипіна Давидівна була з купецького стану. Дочки Миколи Мерцалова, Надія (1910—?) і Марія (1912—2000, мистецтвознавець), були півчими в храмі Святителя і Чудотворця Миколая у Солом'яній сторожці, де служив Василь (Надєждін).

## Зноски
1. ↑  Биография Н. И. Мерцалова на портале Тулы и Тульской области. Архів оригіналу за 25 лютого 2012. Процитовано 8 лютого 2012.
2. ↑  Смирнов Леонід Петрович (1877—1954) — див. список випускників та викладачів [Архівовано 4 березня 2016 у Wayback Machine.]
3. ↑  Тільки в 1923 році було видано працю Фердинанда Віттенбауера «Графічна динаміка»
4. ↑  Він розумів перспективне значення праць російських вчених; так, у гідродинамічній теорії тертя роботи Миколи Петрова, Миколи Жуковського і Сергія Чаплигіна протиставлялися ним роботи Зоммерфельда, Дюффінга. У своїй роботі він розширив  теорію Жуковського — Чаплигіна, а в другій її частині дав рішення просторової задачі, використовуючи рівняння Чаплигіна.
5. ↑  Завданням про рух несиметричного гіроскопа Мерцалов зацікавився рано: ще в 1938 році, з нагоди 50-річчя від дня появи мемуарів  Софії Ковалевської про рух ексцентричного гіроскопа, Мерцалов клопотав перед президією АН СРСР про видання збірника, присвяченого пам'яті Ковалевської. Збірник цей був виданий під редакцією Мерцалова і  Чаплигіна. Роботу над виданням збірника Мерцалов вважав своїм обов'язком перед заслугами цієї найбільшої російської жінки-математика.
6. ↑  Мария Мерцалова в 1933 году была арестована по «Делу членов кружка христианской молодежи», приговорена к 3 годам ссылки в Казахстан, но выслана в Вологду, а 17 марта 1934 года ей было разрешено проживание в Московской областиМария Николаевна Мерцалова — автор многочисленных книг о дизайне костюма и модах, а также пособий для кройки и шитья: «Костюм разных времен и народов» (в 4-х т.), «Поэзия народного костюма» и др. В качестве консультанта по историческому костюму работала с киностудией «Мосфильм»: «Андрей Рублёв», «Борис Годунов», «Бег», «Дворянское гнездо» — см. Юбилей теоретика моды Марии Мерцаловой [Архівовано 4 березня 2016 у Wayback Machine.] // Ъ-Газета «Коммерсантъ». — № 103 (1285), 04 июля 1997.